# Quartier du Parc-de-Montsouris

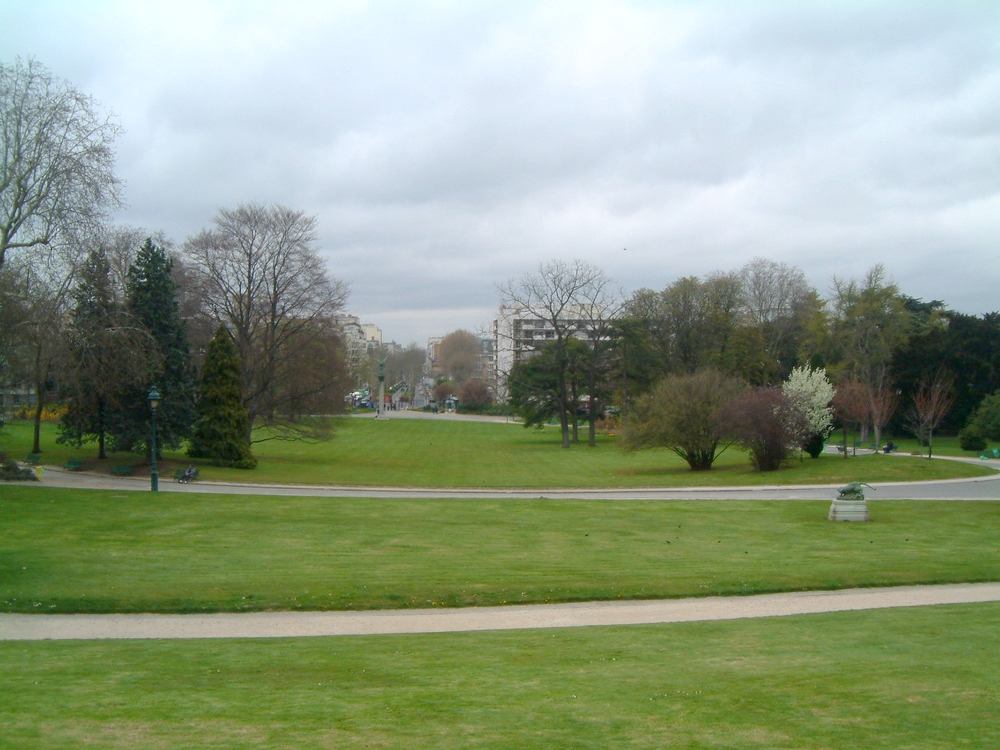
Park Montsouris

Quartier du Parc-de-Montsouris (čtvrť Park Montsouris) je 54. administrativní čtvrť v Paříži, která je součástí 14. městského obvodu. Má rozlohu 135,7 ha, z čehož téměř čtvrtinu (32,4 ha) tvoří veřejná zeleň. Jedná se převážně o obytnou čtvrť. Čtvrť vymezují ulice Boulevard périphérique na jihu, Rue de la Tombe-Issoire, Rue Émile-Faguet a Rue du Professeur-Hyacinthe-Vincent na západě, Boulevard Saint-Jacques na severu a Rue de la Santé, Rue de l'Amiral-Mouchez a Avenue Pierre-de-Coubertin na východě.

## Název
Čtvrť nese jméno podle parku Montsouris. Až do roku 1937 se čtvrť nazývala Quartier de la Santé podle názvu ulice Rue de la Santé (nikoliv podle vězení La Santé, které se nachází už v sousední čtvrti Montparnasse).

## Historie
Území dnešní čtvrtě patřilo do roku 1860 k městu Gentilly. V tomto roce však byla Paříž rozšířena a připojena i tato oblast. Tehdy se jednalo o venkovské předměstí, kudy vedla silnice z Paříže do Gentilly, stála zde Nemocnice sv. Anny (hôpital Sainte-Anne) a několik dalších budov.
Po druhé světové válce se zde kvůli snadné dostupnosti pozemků vystavěla nová sídliště. Rozsáhlá výstavba probíhala zejména v 70. letech 20. století.

## Vývoj počtu obyvatel
| Rok sčítání | Počet obyvatel | Hustota zalidnění (ob./km²) |
| ----------- | -------------- | --------------------------- |
| 1954        | 20 532         | 15 130                      |
| 1962        | 21 485         | 15 833                      |
| 1968        | 20 480         | 15 092                      |
| 1975        | 21 030         | 15 497                      |
| 1982        | 20 168         | 14 862                      |
| 1990        | 19 229         | 14 170                      |
| 1999        | 19 793         | 14 586                      |